# Хамза Халили
Хамза Халили (на албански: Hamza Halili) е албански скулптор.

## Биография
Роден е на 15 май 1939 година в голобърденското торбешко село Требища, Албания. Майка му умира, докато е бебе. Завършва основното си образование през 1947 - 1951 година при учителя Мустафа Шахинай. В 1952 година се установява в Тирана, където учи в училищата „Мисто Маме“, гимназията „10 юли“ и гимназията „Хасан Вогли“. В третата година на гимназията паралелно започва да посещава художественото училище „Йордан Мися“.
Първата му творба е „Портрет на дете“, похвалена от скулптора Андреа Мано, който също участва в изложението от 1964 година. Сред творбите му се отличава „Абстрактният кон“, издълбан от камък с тегло около 2,5 тона и разположен в Германия. Той е съавтор на „Майка Албания“, паметника във Влора „Издигане на знамето“ и десетки други.